# Oestropsyche vitrina
Oestropsyche vitrina là một loài Trichoptera trong họ Hydropsychidae. Chúng phân bố ở miền Ấn Độ - Mã Lai và miền Australasia.